# Yui Ogura
Pour les articles homonymes, voir Ogura.
Yui Ogura (小倉唯, Ogura Yui, née le 15 août 1995 au Japon) est une idole japonaise, chanteuse, actrice et seiyū, membre des groupes de J-pop HAPPY! STYLE, Team Dekaris, et du duo YuiKaori. Elle débute en 2003 comme enfant-acteur, et rejoint HAPPY! STYLE en 2008, en tant que débutante Happy Style Rookies. En janvier 2010, elle interprète le thème d'ouverture de la série anime Kaitō Reinya, Nusun da Heart wa Koko Desu yo par Yui Ogura with Purupuruyan.

## Discographie

### Albums
1. 24 mars 2015 - Strawberry JAM

### Singles
1. 18 juillet 2012 - Raise
2. 8 mai 2013 - Baby Sweet Berry Love
3. 29 janvier 2014 - Charming Do!
4. 13 août 2014 - Tinkling Smile
5. 12 août 2012 - Honey♥Come!!
6. 18 mai 2016 - High Touch☆Memory (ハイタッチ☆メモリー?)

## Doublage

### 2009
- Yumeiro pâtissière : Mint

### 2010
- Kaichō wa Maid-sama! : Ruri Yukimura, Girl B, Younger sister
- Ore no Imōto ga Konna ni Kawaii Wake ga Nai : Tamaki Goko (Kuroneko's younger sister)
- Yumeiro Patissiere Professional : Mint

### 2011
- C³ : Kuroe Ningyohara
- Hyperdimension Neptunia mk2 : Rom / White Sister
- Kami-sama no Memo-chō : Yūko Shionji « Alice »
- Mayo Chiki! : Choco
- Ro-Kyu-Bu! : Hinata Hakamada

### 2012
- Aquarion Evol : Yunoha
- Campione! (en) : Athena
- Eiyuu Senki: The World Conquest (it) : Himiko
- High School DxD : Katase
- Hyperdimension Neptunia Victory : Rom / White Sister
- Hyōka : Kayo Zenna
- Saki Achiga-hen Episode of Side-A : Toki Onjōji
- Tsuritama : Sakura

### 2013
- Hentai ōji to warawanai neko. : Tsukiko Tsutsukakushi

### 2016
- ViVid Strike! : Rinne Berlinetta

### 2017
- Masamune-kun's Revenge : Kinue Hayase (早瀬 絹江, Hayase Kinue?)

### 2018
- HUGtto! PreCure : Homare Kagayaki / Cure Étoile
- Goblin Slayer : Onna Shinkan / Prêtresse

### 2019
- Fire Emblem Heroes : Thrasir / Natasha

### 2022
- Presque mariés, loin d'être amoureux. : Mei Hamano